# Андре, Франсуа
Франсуа Андре (фр. François André; 19 июля 1967 — 11 февраля 2020) — французский политик, член Социалистической партии, депутат Национального собрания Франции.

## Биография
Родился 19 июля 1967 года в Понтиви (департамент Морбиан). В 1986 году вступил в Социалистическую партию на волне протестов против реформы системы образования, разработанной министром Аленом Деваке. На муниципальных выборах 2001 года был избран в городской совет Ренна по списку социалистов, получил пост вице-мэра по вопросам спорта. В 2008 году вновь был избран в городской совет и занял пост вице-мэра по финансовым вопросам.
В марте 2008 года Франсуа Андре впервые был избран в Генеральный совет департамента Иль и Вилен от кантона Ренн-Нор-Уэст, победив действующего советника, бывшего депутата Национального собрания Филиппа Руо. Он был избран шестым вице-президентом Генерального совета, отвечал за вопросы солидарности (в том числе проблемы пожилых людей и инвалидов).
В июне 2012 года Франсуа Андре стал кандидатом социалистов на выборах в Национальное собрание по 3-му избирательному округу департамента Иль и Вилен и сумел завоевать мандат депутата, победив во 2-м туре Филиппа Руо. После избрания депутатом он вышел из городского совета Ренна и ушел с поста вице-президента Генерального совета, оставшись советником. В марте 2015 года в паре с Верой Брьян победил на выборах в новый орган управления — Совет департамента Иль и Вилен.
В ходе президентской избирательной кампании 2017 года поддерживал Эмманюэля Макрона. На выборах в Национальное собрание 2017 года баллотировался при поддержке президентской партии «Вперёд, Республика!», оставаясь членом Социалистической партии. В Национальном собрании вступил во фракцию «Вперёд, Республика!».

### Смерть
Он умер от рака лёгких 11 февраля 2020 года в возрасте 52 лет.

### Политическая карьера
18.03.2001 — 09.07.2012 — вице-мэр города Ренн 

16.03.2008 — 19.06.2012 — вице-президент Генерального совета департамента Иль и Вилен 

16.03.2008 — 29.03.2015 — член Генерального совета департамента Иль и Вилен от кантона Ренн-Нор-Уэст 

02.04.2015 — 11.02.2020 — член Совета департамента Иль и Вилен от кантона Ренн-6 

20.06.2012 — 11.02.2020 — депутат Национального собрания Франции от 3-го избирательного округа департамента Иль и Вилен